# 凡是派
凡是派，是指文化大革命结束后，中国共产党内形成的以华国锋等人为首的非正式派系，坚持对毛泽东奉行“两个凡是”原则。1976年10月“粉碎四人帮”后，在对待毛泽东执政时期的“遗产”上党内出现分歧，时任中共中央主席华国锋由于自身的合法性来源于毛泽东，所以在其执政时期坚持“两个凡是”，与在各领域继续坚持这一政策的中央领导人形成这一政治势力派别。1978年“凡是派”与以邓小平、胡耀邦等为首的“求是派”激烈交锋，最终落败，逐渐退出中共领导层。

## 历史
1978年5月，经时任中共中央组织部部长、中央党校副校长胡耀邦的批准，中共中央党校内部刊物《理论动态》发表了《实践是检验真理的唯一标准》一文，掀起了真理标准大讨论，“两个凡是”在大讨论中被否定。同年12月，邓小平在中共十一届三中全会后开始掌权，支持邓小平的陈云也被增补为中共中央政治局常委，凡是派的主要人物被逐渐边缘化。
1980年2月，支持两个凡是的汪东兴、纪登奎、陈锡联、吴德四人在中共十一届五中全会上辞去在中共中央政治局的职务，退出领导核心。1981年6月，凡是派的核心人物、时任中共中央主席华国锋在中共十一届六中全会上辞去了象征最高领导人的中共中央主席和中共中央军委主席的职务，仅保留中共中央政治局常委。1982年中共十二大后，华国锋退出中共中央政治局常委会，仅保留中共中央委员，至此凡是派退出了中国政治核心舞台。

## 成员
- 时任中共中央主席、中央军委主席华国锋
- 时任中共中央政治局常委、中央副主席汪东兴
- 时任中共中央政治局委员、北京市委第一书记吴德
- 时任中共中央政治局委员、国务院副总理纪登奎
- 时任中共中央政治局委员、国务院副总理陈锡联

## 延伸阅读
- 《中國改革年代的政治鬥爭》，香港 Excellent Culture Press 2004年11月版，ISBN 962-675-803-1，天地圖書有限公司2010年12月修訂版，ISBN 978-988-219-355-0
- 《天地翻覆──中國文化大革命史（上、下篇）》天地圖書有限公司,ISBN 9789888257553，2016年11月。